# Verwaltungsgemeinschaft Ost-Lappwald
Die Verwaltungsgemeinschaft Ost-Lappwald war eine Verwaltungsgemeinschaft im Bördekreis in Sachsen-Anhalt.

## Mitgliedsgemeinden
- Harbke
- Marienborn
- Sommersdorf
- Völpke

## Geschichte
Die Verwaltungsgemeinschaft Ost-Lappwald wurde 1992 durch den freiwilligen Zusammenschluss von vier Gemeinden gegründet. Sie wurde zum 1. Januar 2005 aufgelöst und die Gemeinden wurden in die neu gegründete Verwaltungsgemeinschaft Obere Aller eingegliedert.